# Bolomys punctulatus
Bolomys punctulatus är en däggdjursart som först beskrevs av Thomas 1894.  Bolomys punctulatus ingår i släktet Bolomys och familjen hamsterartade gnagare. Inga underarter finns listade.
Denna gnagare förekommer troligen endemisk i Ecuador. För kvarlevorna som användes för artens beskrivning noterades inte fyndplatsen. Därför är inget känt om habitat och levnadssätt. Kanske är djuret utdött. Andra exemplar hittades i Colombia.
Bolomys punctulatus är cirka 13,2 cm lång (huvud och bål) och har en ungefär 7,1 cm lång svans. Hos en individ var bakfötterna 2,2 cm långa och viktuppgifter saknas. Ovansidan är täckt av svart päls med några glest fördelade gråa hår inblandade. Vid nacken och kroppens sidor förekommer inslag av olivgrön och kinderna har en gulaktig färg. Även undersidan bär smutsig gulvit päls. På de bruna öronen finns hår. Svansen har en mörk ovansida och en ljus undersida.